# Mélissandre
Mélissandre est un prénom féminin, principalement fêté le 12 février (Saint Mélèce d'Antioche).

## Étymologie
Le prénom Mélissandre vient du grec melos (« musique ») et andros (« homme »).[Information douteuse]
Mélisende est la forme majeure du prénom Mélissandre[Information douteuse].

## Formes dérivés du prénomMélisende
- Mélisande[2] (variantes : Mélissande et Mélissende).
- Mélissandre[2] (variantes : Mélisandre, Mélizande et Mélyssandre).

## Popularité du prénom
Fréquent au Moyen Âge en France, ce prénom fut aussi porté en Allemagne et en Angleterre au XXe siècle sous des formes dérivées. Depuis les années 1970 jusqu'en 2010, 608 Françaises ont porté ce prénom qui a connu un pic d'attributions en 2007 avec 39 naissances de petites Mélissandre dans l'Hexagone. 
Toujours durant ces quarante années consécutives, 96 petites filles en France sont nées avec le prénom de Mélisandre et 69 avec celui de Mélyssandre.

## Personnalités portant ce prénom
- Mélisandre Meertens, actrice (née en 1978)
- Mélissandre Pain, cycliste (née en 1995)

## Saint patron
L'évêque d'Antioche de Syrie (310 ✝ 381), saint du martyrologe romain était originaire de la Petite Arménie de Cilicie, il était doté d'une grande culture et d'une grande vertu. D'abord évêque de Sébaste, puis devenu par élection patriarche d'Antioche, la plus grande métropole de l'Orient pendant cette période. Les empereurs ariens l'obligèrent plusieurs fois à s'exiler jusqu'à ses propriétés de Cappadoce, où il eut de nombreuses occasions de rencontrer saint Basile. 
L'avènement de l'empereur Théodose le Grand lui permit de reprendre son trône patriarcal. Il joua un rôle important au concile œcuménique de Constantinople en 381, période pendant laquelle il mourut. Saint Grégoire de Nysse prononça ses funéraires.

## Personnages de fiction et œuvres d’art
- Pelléas et Mélisande, Opéra de Claude Debussy, sur un livret de Maurice Maeterlink (Création 1902)
- Chanson de Francis Lalanne intitulée Mélissandre (1981)[7].
- Mélisandre d'Asshaï : Personnage de fiction du cycle de fantasy Le Trône de fer (A Song of Ice and Fire) écrit par George R. R. Martin, figurant également dans l'adaptation télévisée américaine de ces livres, Game of Thrones.